# Neguinho
João Victor Alves Sena, meglio noto come Neguinho (Ferraz de Vasconcelos, 12 luglio 2000), è un giocatore di calcio a 5 brasiliano.
Con la nazionale brasiliana è stato campione del mondo nel 2024 e campione sudamericano nel 2024.

## Carriera

### Club
Neguinho debutta nella Liga Nacional con il Corinthians, con la cui maglia vince i suoi primi trofei. Nel gennaio del 2022 viene tesserato dagli spagnoli del Palma che, tuttavia, lo dirottano in Segunda División alla società satellite del Calviá. La stagione seguente gioca in prestito al Noia e quindi al Ribera Navarra, entrambi militanti in Primera División. Difficoltà di tesseramento della società navarrese costringono Neguinho a rientrare, nel febbraio del 2023, in Brasile per giocare con l'Atlântico. Decisivo nella vittoriosa finale della Liga Nacional 2023, nel febbraio del 2024 Neguinho rientra al Palma con cui vince immediatamente la UEFA Futsal Champions League.

### Nazionale
Neguinho riceve la sua prima chiamata nella nazionale maschile di calcio a 5 del Brasile nel 2021. In seguito, partecipa alla Copa América 2022, conclusa dai verdeoro al terzo posto, e alla vittoriosa edizione 2024.

## Palmarès

### Club

#### Competizioni nazionali
- Campionato brasiliano: 1
Atlântico: 2023
- Coppa del Brasile: 1
Corinthians: 2019
- Supercoppa del Brasile: 2
Corinthians: 2019, 2020

#### Competizioni internazionali
- UEFA Champions League: 2

Palma: 2023-2024, 2024-2025

### Nazionale
- Coppa America: 1
Paraguay 2024
- Campionato mondiale: 1
Uzbekistan 2024